# 8728 Mimatsu
8728 Mimatsu eller VF9 är en asteroid i huvudbältet som upptäcktes den 7 november 1996 av de båda japanska astronomerna Kazuro Watanabe och Kin Endate vid Kitami-observatoriet. Den är uppkallad efter japanen Masao Mimatsu.
Asteroiden har en diameter på ungefär 3 kilometer och den tillhör asteroidgruppen Nysa.